# ハッスル!外人No.1
『ハッスル!外人No.1』（ハッスル がいじんナンバーワン）は、1972年1月6日から同年3月30日まで日本テレビ系列で放送されていた読売テレビ製作のバラエティ番組である。全13回。放送時間は毎週木曜 19:00 - 19:30 （日本標準時）。
前番組『トニーの外人歌合戦』と同様に外国人たちが参加していた番組で、ヒデとロザンナが司会を務めていた。

## 放送リスト
| 回 | 放送日 （1972年） | ゲスト                                 | 備考                                                 |
| -- | ----------------- | -------------------------------------- | ---------------------------------------------------- |
| 1  | 1月6日            | 林家こん平、早野凡平、若井ぼん・はやと | 「前夜祭」と題し、外国人たちの参加なしの内容で放送。 |
| 2  | 1月13日           | チャンバラトリオ                       |                                                      |
| 3  | 1月20日           | コメディNo.1                           |                                                      |
| 4  | 1月27日           | フォーリーブス、正司敏江・玲児         |                                                      |
| 5  | 2月3日            | 五十嵐じゅん、桂三枝                   |                                                      |
| 6  | 2月10日           | 三代目笑福亭仁鶴                       | 世界子供大会                                         |
| 7  | 2月17日           | 沢田研二、コメディNo.1                 |                                                      |
| 8  | 2月24日           | シモンズ                               |                                                      |
| 9  | 3月2日            | ピーター、京唄子・鳳啓助               |                                                      |
| 10 | 3月9日            | 中田カウス・ボタン                     |                                                      |
| 11 | 3月16日           | 由美かおる、桂三枝                     |                                                      |
| 12 | 3月23日           | （不明）                               |                                                      |
| 13 | 3月30日           | 舟木一夫                               |                                                      |

参考：『読売新聞縮刷版』読売新聞社、1972年1月6日 - 同年3月30日付のラジオ・テレビ欄。
| 日本テレビ系列 木曜 19:00 - 19:30                     | 日本テレビ系列 木曜 19:00 - 19:30                  | 日本テレビ系列 木曜 19:00 - 19:30                      |
| 前番組                                                | 番組名                                             | 次番組                                                 |
| ----------------------------------------------------- | -------------------------------------------------- | ------------------------------------------------------ |
| トニーの外人歌合戦 （1971年10月7日 - 1971年12月30日） | ハッスル!外人No.1 （1972年1月6日 - 1972年3月30日） | タッチ!タッチ!タッチ! （1972年4月6日 - 1972年5月25日） |

| スタブアイコン | サブスタブ | この項目は、まだ閲覧者の調べものの参照としては役立たない、テレビ番組に関連した書きかけの項目です。この項目を加筆・訂正などしてくださる協力者を求めています（P:テレビ/PJ:放送または配信の番組）。 |